# Drvenik Veli
Drvenik Veli (olaszul: Zirona Grande) egy sziget Horvátországban, a Dalmáciában, Trogirtól délnyugatra, Šolta szigetétől északnyugatra, a Közép-Dalmáciai-szigetek része. A 13. századi feljegyzésekben Gerona vagy Giruna néven szerepel (innen az olasz Zirona név).

## Fekvése
A Šoltától északnyugatra fekvő szigetet Šoltától a Šolta-csatorna választja el. A sziget legnagyobb települése Drvenik Veliki, amely közigazgatásilag Trogirhoz tartozik. Hosszúsága 5,7 km, szélessége 3,2 km, területe 11,69 km2. A partvonal hossza 23,885 km. Legmagasabb csúcsa a Buhalj 178 m magas. A szigetet több kisebb sziget veszi körül: a szigettől keletre található Krknjaš Mali és Krknjaš Veli, valamint délre Orud és Mačaknar. Drvenik Mali, mely háromszor kisebb, mint Veli, körülbelül 2 km-re nyugatra található. A Drvenik Veli és Mali közötti csatornát Drvenička vratának hívják, és ebben található a parányi Malta szigetecske.
A sziget mezozoikumi mészkőből épül fel, partja tagolt, sok öböllel és homokos, kavicsos strandokkal. A fő település a sziget legmélyebb öblében található, és érdemes még megemlíteni a Grabule (Drvenik Velitől nyugatra), a Mala Luka (a sziget nyugati részén), a Pernatica (délen) és a Solinska (délen) öblöket. A Grabule-öböl az egyetlen, amely minden szél ellen védett. A sziget keleti oldalán, a Krknjaša-szigetek mellett, horgonyzásra alkalmas hely található.

## Népesség
Az egyetlen település Drvenik Veliki négy kisebb faluval (Gornja Banda, Grabule, Kačinje és Letilovići). Lakói a 15. században Vinišćéről menekültek ide. Olajbogyót, szőlőt, szentjánoskenyeret, fügét, mandulát, kapribogyót, citrusféléket termesztenek. Az állatállomány főként juh, kecske. Fontos bevételi forrás még a halászat és az idegenforgalom. 

## Közlekedés
Trogirhoz, Splithez és Drvenik Malihoz hajó- és kompjáratokkal csatlakozik.

## Fordítás
Ez a szócikk részben vagy egészben  a   Drvenik Veli című horvát Wikipédia-szócikk ezen változatának fordításán alapul.  Az eredeti cikk szerkesztőit annak laptörténete sorolja fel. Ez a jelzés csupán a megfogalmazás eredetét és a szerzői jogokat jelzi, nem szolgál a cikkben szereplő információk forrásmegjelöléseként.